# پاولوف (ناحیه کلادنو)
پاولوف (به چکی: Pavlov) یک منطقهٔ مسکونی در جمهوری چک است که در شهرستان کلادنو واقع شده‌است. پاولوف ۱۰۶ نفر جمعیت دارد.